# Westerhaube
Die Westerhaube (Westerhäublein, Westerhäubchen, Westerhäubele) von lateinisch vestis abgeleitet, bezeichnet im Althochdeutschen wastbarn oder westerhuifgin bzw. im Mittelhochdeutschen weste(r)hemde, wester hube, westerhuve, westerhembde oder barn die Embryonalhaut, die bei manchen Neugeborenen als Rest der Eihaut noch den Kopf bedeckt. Einem Volksglauben nach verheißt dies Glück für das Leben des neugeborenen Kindes, daher auch Glückshaut bzw. Glückskind:

„derselb jung herr hat ain westerhauben gehapt (also würt das felin genannt, das die künder zu zeiten ob irem angesicht mit inen an die welt pringen). das ist domals für ain glückhafts, guets zaichen geachtet worden, dann sollichs bei wenig kindern zu finden“

„(Derselbe junge Herr hat eine Westerhaube gehabt (so wurde das Fell genannt, das die Kinder manchmal auf ihrem Angesicht mit auf die Welt bringen). Das ist damals als ein glückhaftes gutes Zeichen geachtet (angesehen) worden und bei wenigen Kindern zu finden.)“

Der Ausdruck bezeichnet auch das weiße Taufkleid des Täuflings, eine Sitte, die schon Tertullian (um 200) erwähnt. Die Westerhaube ist jedoch auch eine kleine Kopfhaube aus weißem Stoff, die dem Täufling im Mittelalter zusätzlich zum Taufkleid nach vollzogener Taufe vom Pfarrer/Priester aufgesetzt wurde.